# Duthiea bromoides
Duthiea bromoides är en gräsart som beskrevs av Eduard Hackel. Duthiea bromoides ingår i släktet Duthiea och familjen gräs. Inga underarter finns listade i Catalogue of Life.